# Афилијација (породично право)
Афилијација је стратегија за борбу са емоционалним конфликтом или стресом, окретањем ка другима за помоћ, или подршку и узајамно решавање проблема.